# Exomella merickeli
Exomella merickeli is een keversoort uit de familie pilkevers (Byrrhidae). De wetenschappelijke naam van de soort is voor het eerst geldig gepubliceerd in 1985 door Johnson.